# Promionides obliqua
Promionides obliqua là một loài bướm đêm trong họ Noctuidae.